# Constance Nantier-Didiée
Constance Nantier-Didiée est une cantatrice française (mezzo-soprano) née le 16 novembre 1831 à Saint-Denis de La Réunion et morte le 4 décembre 1867 à Madrid, en Espagne.